# Wyszesława halicka
Wyszesława (ur. zap. między 1167 a 1170, zm. po 3 grudnia 1194) – księżniczka halicka, córka księcia Jarosława Ośmiomysła i księżniczki kijowskiej Olgi lub jego syna Włodzimierza i księżniczki czernihowskiej Bolesławy.

## Życie prywatne

### Małżeństwo i potomstwo
Około 1184 Wyszesława została żoną książę poznańskiego Odona, syna księcia wielkopolskiego Mieszka Starego i Elżbiety węgierskiej. Z małżeństwa pochodziło najprawdopodobniej dwoje dzieci:
- Władysław Odonic (ur. ok. 1190, zm. 5 VI 1239) – książę wielkopolski,
- Ryksa (ur. ok. 1190, zm. 18 XI po 1238) – księżniczka wielkopolska[6].

W literaturze przedmiotu czasem ukazuje się informacja, że dziećmi Wyszesławy byli również:
- Eufrozyna, żona księcia gdańskiego Świętopełka II Wielkiego. W świetle współczesnych badań genealogicznych osobę tę odrzuca się z filiacji[7],
- Odon – pleban kapituły magdeburskiej[8].

Mąż Wyszesławy zmarł 20 kwietnia 1194. Po śmierci męża, otrzymała ona jako uposażenie gród Przemęt wraz z okolicą. Jest to ostatnia wzmianka źródłowa na temat księżnej poznańskiej.

### Genealogia
|  |  | Jarosław Ośmiomysł ur. 1130, zm. 1187 lub Włodzimierz ur. ?, zm. ? | Jarosław Ośmiomysł ur. 1130, zm. 1187 lub Włodzimierz ur. ?, zm. ? |  |  |  |  |  |  | Olga ur. ?, zm. ? lub Bolesława ur. ?, zm. ? | Olga ur. ?, zm. ? lub Bolesława ur. ?, zm. ? |  |  |
|  |  |                                                                    |                                                                    |  |  |  |  |  |  |                                              |                                              |  |  |
|  |  |                                                                    |                                                                    |  |  |  |  |  |  |                                              |                                              |  |  |
|  |  |                                                                    |                                                                    |  |  |  |  |  |  |                                              |                                              |  |  |

|                                             |                                             | Odon Mieszkowic ur. w okr. 1141–1149 zm. 20 IV 1194 OO po 1184 | Odon Mieszkowic ur. w okr. 1141–1149 zm. 20 IV 1194 OO po 1184 | Wyszesława halicka (ur. zap. w okr. 1167–1170 zm. po 3 XII 1194) | Wyszesława halicka (ur. zap. w okr. 1167–1170 zm. po 3 XII 1194) |  |  |  |  |
|                                             |                                             |                                                                |                                                                |                                                                  |                                                                  |  |  |  |  |
|                                             |                                             |                                                                |                                                                |                                                                  |                                                                  |  |  |  |  |
|                                             |                                             |                                                                |                                                                |                                                                  |                                                                  |  |  |  |  |
| Władysław Odonic ur. ok. 1190 zm. 5 VI 1239 | Władysław Odonic ur. ok. 1190 zm. 5 VI 1239 | Ryksa ur. ok. 1190 zm. 18 XI po 1238                           | Ryksa ur. ok. 1190 zm. 18 XI po 1238                           |                                                                  |                                                                  |  |  |  |  |